# Hernandulcin
Hernandulcin ist ein süß schmeckendes Sesquiterpen, das im Aztekischen Süßkraut (Lippia dulcis) vorkommt.

## Vorkommen
Hernandulcin wurde als farblose, ölige Substanz aus dem Aztekischen Süßkraut isoliert und nach dem spanischen Arzt Francisco Hernández benannt, der das Aztekische Süßkraut 1570 als Erster beschrieb.

## Eigenschaften
Die Süßkraft von Hernandulcin im Vergleich zu Saccharose beträgt 1.250 in einer 0,25-molaren Lösung. Der Süßgeschmack ist etwas weniger angenehm als der von Saccharose und wird von einem bitteren Beigeschmack begleitet.
Der spezifische Drehwert des natürlichen (+)-Hernandulcins beträgt +126° (c = 0,113 in Ethanol bei 22 °C).
Nach Synthese aller Stereoisomeren wurde festgestellt, dass nur das natürliche (+)-Hernandulcin mit (2S,6S)-Konfiguration süß schmeckt. Alle anderen nicht natürlichen Stereoisomere schmecken nur bitter.

## Herstellung
Inzwischen ist es gelungen, (+)-Hernandulcin enantiospezifisch zu synthetisieren.